# La Maison du juge
Cet article concerne le roman policier. Pour le téléfilm, voir La Maison du juge (téléfilm, 1969).
La Maison du juge est un roman policier de Georges Simenon publié en 1942, dans le recueil Maigret revient ; il fait partie de la série des Maigret. 
Simenon achève l'écriture de ce roman en janvier 1940. Le roman se déroule à L'Aiguillon-sur-Mer, à Versailles et à Luçon, dans les années 1940. L’enquête se déroule du 13 au 17 janvier. 
Le roman comporte deux intrigues. L’une s’attache au meurtre actuel et l’autre explique le drame personnel du héros par des faits anciens ; la peinture de la personnalité du juge établit le lien entre ces deux éléments, mais n’empêche pas un certain déséquilibre dans la composition. Selon que le lecteur accorde plus d’attention à l’un ou à l’autre aspect, le héros du roman est, d’une part, Forlacroix, d’autre part, Airaud ou Albert.  

## Résumé

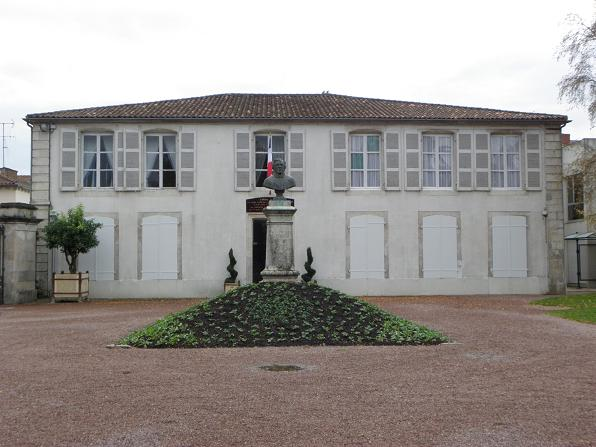
Hôtel de ville de Luçon.

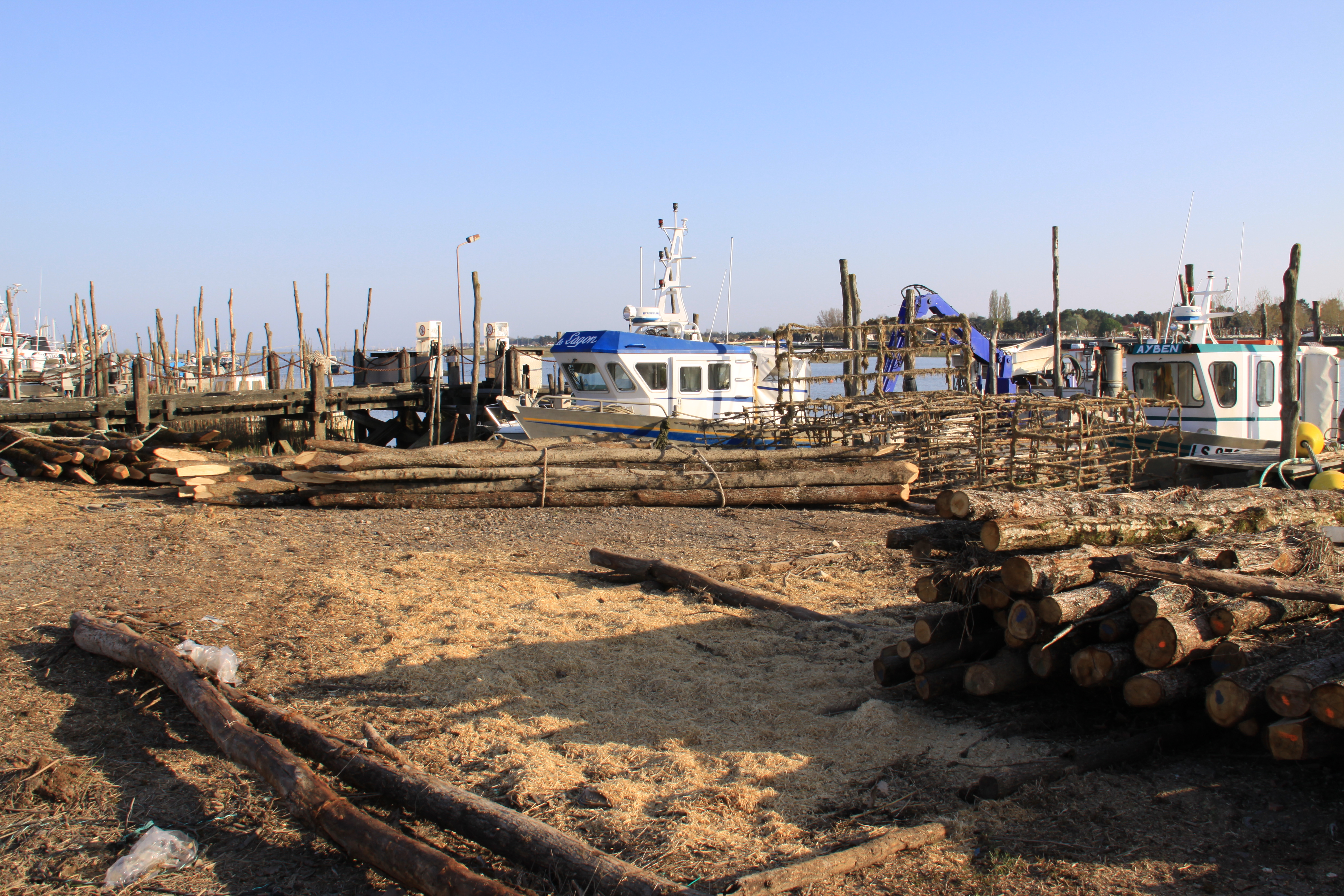
Pieux à moules dans le port de L’Aiguillon-sur-Mer.

En disgrâce, Maigret a été nommé commissaire à Luçon, où il s'ennuie depuis trois mois lorsqu'une curieuse affaire requiert ses services à L'Aiguillon : le juge retraité Forlacroix a trouvé un matin chez lui le cadavre d'un inconnu ayant le crâne défoncé. Le juge vit avec sa fille Lise, qui est belle, mais simple d'esprit, et partage volontiers sa couche avec les jeunes gens du village, le plus assidu de ceux-ci étant Marcel Airaud, lequel prend la fuite dès le début de l'enquête. Forlacroix a un autre enfant, Albert, mais les deux hommes ne s'aiment pas : l'un et l'autre sont d'ailleurs certains de ne pas être du même sang ; Albert n'est resté au village que pour être proche de sa sœur. Se sentant soupçonné, le juge avoue à Maigret... un meurtre vieux de quinze ans : alors qu'il exerçait ses fonctions à Versailles, il a tué un amant de sa femme avant de la quitter ; il annonce aussi au commissaire qu'il avait proposé à Airaud qu'il épouse sa fille. Forlacroix se laisse ensuite emmener en prison et charge Maigret de veiller sur Lise. 
La victime est identifiée : il s'agit d’Émile Janin, psychiatre nantais qu'Airaud a connu naguère. Maigret comprend que ce dernier, avant de se décider à épouser Lise, a demandé au médecin de l'examiner à l'insu du juge afin de savoir si elle était folle. Dans ce cas, Airaud ne peut être le meurtrier. Que cache donc sa fuite ? Justement, Airaud est retrouvé... chez Albert. Interrogés, les deux jeunes gens se taisent et, en leur présence, Maigret, bien aidé par les observations d'une commère du village, Adine Hulot, va tenter de reconstituer toute l'affaire. Il vient en effet de découvrir un élément que lui avait caché le juge : Lise est enceinte. Airaud ignorait ce détail, mais Albert était au courant et désirait, par fierté, qu'Airaud épousât sa sœur pour mettre fin à une situation irrégulière. La nuit du meurtre, Albert a introduit Janin auprès de sa sœur ; le médecin lui a déclaré qu'elle était incurable et que son devoir lui commandait d'en avertir Airaud. Comprenant qu'ainsi Airaud refuserait le mariage, Albert a assassiné Janin, puis a fait croire à Airaud que Lise, dans un accès de démence, l'avait tué elle-même. En feignant de s'enfuir, Airaud, vraiment amoureux de la jeune fille, a voulu détourner les soupçons.

### Personnages
- Forlacroix :  Juge de paix retraité. Marié, deux enfants. La soixantaine.
- Lise Forlacroix : fille du juge, environ 23 ans
- Albert Forlacroix : « fils » du juge (en réalité d’un amant de sa femme), boucholeur, environ 27 ans
- Marcel Airaud : amant de Lise, boucholeur, environ 25 ans
- Emile Janin : psychiatre, 35 ans, la victime
- Adine Hulot, dite Didine : habitante de L’Aiguillon, 64 ans.

## Éditions
- Prépublication en feuilleton dans l'hebdomadaire Les Ondes, n° 1-19 du 27 avril au 31 août 1941
- Édition originale : Gallimard, 1942
- Tout Simenon, tome 23, Omnibus, 2003  (ISBN 978-2-258-06108-8)
- Folio Policier, n° 556, 2009  (ISBN 978-2-07-039958-1)
- Tout Maigret, tome 3, Omnibus,  2019  (ISBN 978-2-258-15044-7)

## Adaptations
- 1963 : The Judge's House, téléfilm anglais de Terence Dudley, avec Rupert Davies.
- 1969 : La Maison du juge, téléfilm français de René Lucot, avec  Jean Richard.
- 1992 : Maigret et la Maison du juge, téléfilm français de Bertrand Van Effenterre, avec Bruno Cremer.

## Source bibliographique
- Maurice Piron, Michel Lemoine, L'Univers de Simenon, guide des romans et nouvelles (1931-1972) de Georges Simenon, Presses de la Cité, 1983, p. 296-297  (ISBN 978-2-258-01152-6)